# Lipase

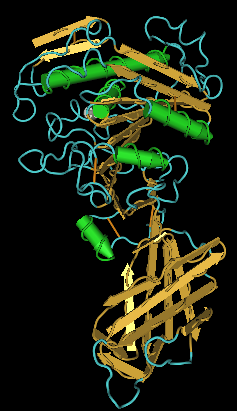
Een door de computer gemaakte afbeelding van de lipase van de alvleesklier (PLRP2) van een cavia

Lipasen zijn enzymen die vetten splitsen in glycerol en vetzuren. Ze verbreken de esterverbindingen door middel van hydrolyse.
Bij de mens komen verschillende typen lipasen voor, zoals alvleesklierlipase, leverlipase, lysosoomlipase, maaglipase, endotheellipase en verschillende fosfolipasen. De lipase van de alvleesklier splitst vetten (triglyceriden) in 2-acylmonoglyceriden en vetzuren in de dunne darm. Maaglipase komt alleen bij jonge kinderen voor, omdat de productie in de alvleesklier dan nog onvoldoende is. Ook bevat speeksel een kleine hoeveelheid lipase, waardoor er losse vetzuren in de mond ontstaan, die een aangename smaak geven.
In de natuur komen talrijke lipase-activiteiten voor, speciaal als gelet wordt op fosfolipasen en sphingomyelinasen.
Lipasen zijn alom vertegenwoordigd in organismen. Zelfs virussen hebben genen die voor lipase coderen. De meeste lipasen zijn alfa- en beta-lipasen, die een chymotrypsine-achtig hydrolysemechanisme gebruiken, waarbij een serine nucleofiel, een zuur residu (meestal aspartaat) en een histidine betrokken zijn. 
Sommige lipasen werken in de levende cel. Het enzym lysosoomlipase zit in het lysosoom. Andere lipasen zoals die van de alvleesklier werken buiten de cel en spelen een rol bij de spijsvertering. Ook spelen lipasen een belangrijke rol bij de celmembranen, omdat die voor een groot deel uit fosfolipiden bestaan. Verder zijn ze betrokken bij het doorgeven van signalen in een cel en ontstekingen. Als de alvleesklier niet goed functioneert, zoals bij taaislijmziekte, kan dit leiden tot verminderde afbraak van vetten en malabsorptie.

## Aandoeningen
Ten minste drie genetisch bepaalde aandoeningen worden veroorzaakt door een mutatie van lipasegenen, zoals bij hyperlipoproteïnemie Type I (lipoproteïnelipasedeficiëntie) door mutatie van het gen dat codeert voor lipoproteïnelipase en de ziekte van Wolman door mutatie van het gen dat codeert voor lipase in de lysosomen. Afhankelijk van de mutatie is de activiteit van dit enzym verlaagd of afwezig wat leidt tot een stapeling van cholesterolesters en triglyceriden in de lysosomen.

## Toepassing in de klinische chemie
In het bloedplasma kan altijd een geringe lipase-activiteit worden gemeten. Bij acute ontsteking van de alvleesklier kan deze lipase-activiteit aanzienlijk toenemen. Dat gebeurt door lekkage van lipase uit de zieke alvleeskliercellen naar het langsstromende bloed. De gemeten toename van de lipase-activiteit in het bloedplasma is een indicatie voor een alvleesklierontsteking. Zowel voor het opsporen van deze ziekte als voor het beoordelen van het verloop ervan is de meting van de lipase-activiteit bruikbaar.